# 陶三姑

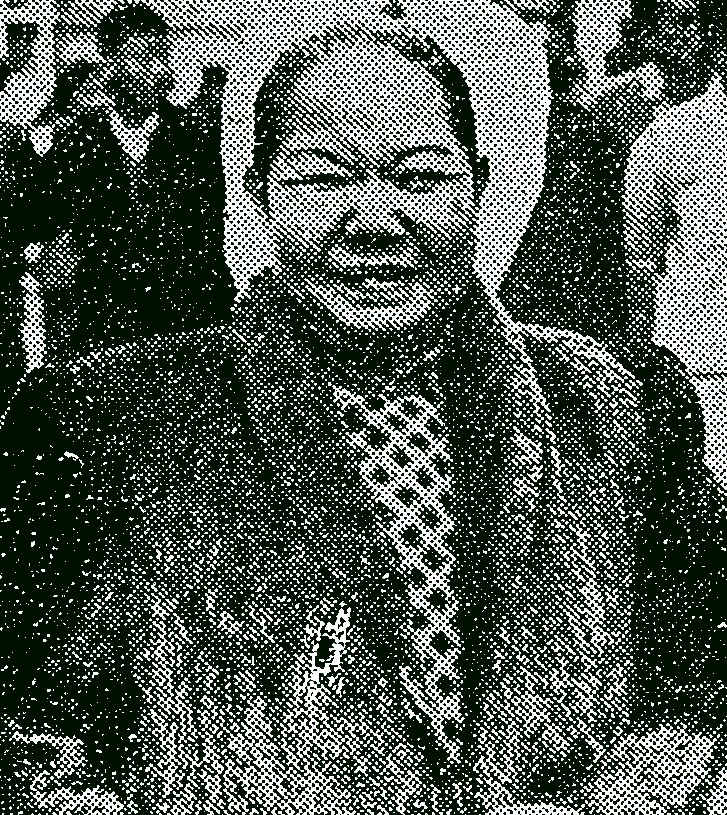
20世紀初上海及廣州粵劇花旦、香港電影明星：陶三姑（銀老鼠）小姐（1954年）

陶三姑（To Sam Ku，1895年－1983年3月13日），原名陶群英，從前有用過「陶桃艷」及「陶秀貞」作名字，籍貫廣東省南海縣，廣州市「超群樂」粵劇戲班班主周錦波（細旺）的夫人，育有一子，自20世紀50年代已守寡。早年在上海及英屬馬來亞當首席粵劇花旦，藝名為「銀老鼠」。1935年，開始電影生涯，主要參演粵語片，經常飾演媒婆、鴇母、包租婆等角色。亦常到新加坡、馬來西亞及越南等地演出粵劇（轉當丑角）、歌劇。1970年代息影。1979年8月30日的報紙報導她會復出，並首次當電視藝員，客串麗的電視的劇集。

## 榮譽
- 陶三姑（銀老鼠）在清末民初時代，第一個到上海演出的坤班（全女班粵劇團）的正印花旦，當時上海劇評人對她的評語：「稱纖得中，體態輕盈，一翦雙瞳，尤足令觀者魄奪。唱工清脆，歷歷如出谷黃鶯，表情媚絕。」表示當年的陶三姑（銀老鼠）是位身段豐滿窈窕，眼角送秋波媚惑觀眾，擅演風騷戲的艷旦，唱腔清脆，聲域宏闊的一級粵劇演員[4][5]。

- 陶三姑（銀老鼠）在1950年的香港製作電影《珠江淚》裡，飾演：肥婆三，使她獲得中華人民共和國的文化部榮譽獎金質徽章[6]。

- 陶三姑（銀老鼠）在1955年12月代表「靳永福藥行」當「工展會小姐」[7]。

## 逝世
- 1983年3月13日（星期日），陶三姑（銀老鼠）因為爆血管在香港病逝。[8]
- 1983年3月17日（星期四）上午11時在九龍紅磡世界殯儀館出殯，遺體葬於和合石墳場。

## 參演電影
- 蛋家妹（1936年）
- 少婦的瘋狂（1937年）
- 如此人間（1937年）飾 乞兒婆
- 荒唐老爺（1937年）
- 回祖國去（1937年）
- 女性之光（1937年）
- 花心蘿蔔（1938年）
- 八百壯士（1938年）
- 六月飛霜（1938年）
- 飛將軍（1938年）
- 銷魂大姐（1938年）
- 花心蘿蔔大結局（1938年）
- 紫霞杯（1938年）
- 乞米養家姑（1938年）
- 扭紋柴（1938年）
- 周氏反嫁（1938年）黃婆
- 孟麗君（1938年）
- 鳳嬌投水（1939年）
- 竹織鴨（1939年）
- 女人世界（1939年）
- 食人太太（1939年）
- 掃把精（1939年）
- 半面西施（1939年）
- 女鬼洞房（1939年）
- 口花花（1939年）
- 好女十八嫁續集（1939年）
- 孝子亂經堂（1939年）
- 南國姊妹花（1939年）飾 小蝶後母
- 三審玉堂春（1939年）
- 紅巾誤（1940年）
- 虎嘯枇杷巷（1940年）
- 鄺州順母橋（1940年）飾 白母
- 小五義夜探沖霄樓（1940年）
- 銷魂柳（1940年）
- 花公花婆（1940年）
- 望夫山（1940年）
- 人海淚痕（1940年）
- 孔雀東南飛（1941年）
- 人去樓空（1941年）
- 醋淹藍橋（1941年）
- 雪姑七友（1941年）飾 鐵咀雞
- 前程萬里（1941年）
- 痲婆尋仔（1941年）
- 夜上海（1941年）
- 卿何薄命（1941年）
- 春閨夢裡人（1941年）
- 紅粉佳人（1941年）
- 何老大（1941年）
- 天作之合（1941年）
- 大雷雨（1946年）
- 海角紅樓（上集）（1947年）飾 阿杏
- 何處是儂家（1947年）
- 辣手蛇心（1947年）飾 童三姑
- 情賊白菊花（1947年）飾 蓮香
- 沙三少與銀姐（1947年）
- 賣肉養孤兒（1947年）
- 牛精良大鬧香港（1947年）
- 卿本佳人（1947年）飾 美女母
- 鬼馬砍王戇舅爺（1947年）
- 怕見舊情郎（1947年）
- 狂風雨後花（1947年）
- 明日又天涯（1947年）
- 我為卿狂（1947年）
- 各有千秋（1947年）飾 王媽
- 妻嬌郎更嬌（1947年）
- 白頭情侶（1947年）
- 廣東先生大破謀人寺（1948年）飾 店主婆
- 太太萬歲（1948年）
- 妙想天開（1948年）飾 三姑
- 十艷戀檀郎（1948年）
- 方世玉與苗翠花（1948年）
- 荊棘幽蘭（1948年）
- 夫榮妻未貴（1948年）飾 三姑
- 真假新郎（1948年）
- 銅鎚俠大戰九花娘（1948年）飾 桑媽
- 地底迷宮（1948年）
- 飛天女俠（1948年）
- 戲迷姑爺（1948年）飾 舅母
- 本地狀元（1948年）
- 神秘婦人心（1948年）飾 三嬸
- 武松大鬧獅子樓（1948年）
- 刁蠻宮主（1948年）飾 女僕
- 恩怨在今宵（1948年）飾 張媽
- 公子情深（1948年）
- 江湖奇俠（第四集）（1948年）
- 紅顏未老恩先斷（1948年）
- 歸來燕（1948年）飾 四婆
- 御貓大戰錦毛鼠（1948年）
- 十二美人樓（1948年）
- 幾度春風（1948年）飾 三嬸
- 吉人天相（1948年）
- 賢妻蕩婦（1948年）
- 接財神（1948年）飾 九嬸
- 打破玉籠飛彩鳳（1948年）
- 惜玉憐香（1948年）飾 四姑
- 步步高陞（1948年）
- 妙想天開（1948年）
- 腸斷跳樓人（1948年）飾 劉媽
- 地道狀元（1948年）
- 雷劈好心人（1948年）
- 金粉世家（上下集）（1948年）飾 媒婆
- 審死官（1948年）
- 四鳳齊飛（1948年）飾 包租房東
- 再生緣（1948年）
- 江湖奇俠（第三集）（1948年）
- 天下婦人心（1948年）飾 姨母
- 兩個煙精掃長堤（1948年）飾 六姑
- 四大天王（1948年）
- 萬緣叢中一點紅（1948年）
- 女大當嫁（1948年）飾 房東太太
- 十三妹大鬧能仁寺（1948年）
- 四代同堂（1948年）
- 阿女（1948年）
- 地獄金龜（1949年）飾 豆皮六姑
- 賣肉救家姑（1949年）
- 夢裡西施（1949年）
- 孽海癡魂（下集大結局）（1949年）飾 包租婆
- 打雀遇鬼（1949年）
- 斷腸花（1949年）飾 二嬸
- 原來我負卿（1949年）飾 後母
- 洞房移作兩家春（1949年）飾 有為姑母
- 郎是春日風（1949年）
- 骨肉情深（1949年）飾 三姑
- 寶玉憶晴雯（1949年）
- 武松血濺鴛鴦樓（1949年）
- 天花龍鳳（1949年）
- 鬥氣夫妻（1949年）飾 陶氏
- 穆桂英（1949年）
- 濟公活佛（1949年）
- 啞老婆（1949年）
- 齊宣王與鍾無艷（上集）（1949年）
- 淒涼姊妹花（1949年）飾 賴母
- 不如歸（1949年）飾 奶媽
- 小青吊影（1949年）
- 桃花女鬥法（1949年）飾 蔣媒婆
- 石秀大鬧翠屏山（1949年）
- 萬里長城（1949年）
- 乞兒皇帝（1949年）
- 孽海癡魂（上集）（1949年）飾 包租婆
- 三娘汲水（1949年）
- 相依為命（1949年）飾 包租婆
- 夜祭雷峰塔（1949年）
- 寶玉奇緣（1949年）
- 差利沖破天仙陣（1949年）
- 大鬧廣昌隆（1949年）
- 守得雲開見月明（1949年）
- 孤兒救祖（1949年）飾 廣嬸
- 雙喜臨門（1949年）飾 媒婆
- 滿江紅（1949年）飾 肥三姑
- 飛燕迎春（1949年）
- 姑嫂墳（1949年）
- 我愛薄情郎（1949年）
- 紅樓夢（1949年）飾 劉姥姥
- 忍棄枕邊人（1949年）飾 鴇母
- 朱賣臣分妻（1949年）
- 夜吊白芙蓉（1949年）
- 差利遊地獄（1949年）
- 齊宣王與鍾無艷（下集）（1949年）
- 一生兒女債（1949年）
- 大四喜（1949年）飾 二嬸
- 小俠艾虎（1949年）
- 牛郎織女（1949年）
- 大鬧粉粧樓（1949年）飾 沈謙
- 卓文君夜訪相如（1949年）飾 三嫂
- 天魔女三戲濟顛（1950年）
- 魔鬼家庭（1950年）飾 六姑
- 五福臨門（1950年）
- 飄零二孤女（1950年）
- 花和尚大鬧五台山（1950年）飾 店主婆
- 月下琴挑淑婦魂（1950年）
- 經紀拉（1950年）
- 窮風流（1950年）
- 血淚洗殘脂（1950年）飾 房東 - 三姑
- 井底冤魂（1950年）
- 六渡何仙姑（1950年）
- 暴雨寒梅（1950年）
- 少林七俠五探峨嵋山（上集）（1950年）飾 修雲大師
- 冷落斷腸花（1950年）飾 九姑
- 烏龍夫妻（1950年）
- 柳姐與沙塵超（1950年）
- 千古女兒千古恨（1950年）
- 鳳驕投水（1950年）
- 梵宮情淚（1950年）
- 豹子頭林沖（1950年）
- 少林七俠五探峨嵋山（下集大結局）（1950年）飾 修雲大師
- 脂粉生涯（1950年）飾 三姑
- 慾海遺恨（1950年）飾 媒婆
- 珠江淚（1950年）
- 宋江怒殺閻婆惜（1950年）
- 福祿壽全（1950年）
- 天涯何虎再相逢（1950年）飾 包租婆
- 逼上梁山（1950年）飾 鄰婦
- 白楊紅淚（1950年）
- 烏龍將軍（1950年）飾 八婆
- 大破銅網陣（1950年）
- 龍虎渡姜公（1950年）
- 豪門棄婦（1950年）
- 千里送鵝毛（1950年）飾 三姑
- 薄命女兒香（1950年）
- 流氓世界（1950年）
- 食飯神仙（1951年）
- 范斗（1951年）
- 新梁山伯與祝英台（1951年）
- 人海八大仙（1951年）
- 一本萬利（1951年）
- 人約黃昏後（1951年）
- 失魂魚（1951年）
- 嫁錯金龜婿（1951年）
- 對錯親家（1951年）
- 蠶蟲師爺（1952年）
- 老婆皇帝（1952年）
- 為情顛倒（1952年）
- 月媚花嬌（1952年）
- 呆佬拜壽（1952年）
- 珍珠淚（1952年）
- 玉碎花殘（1953年）
- 危樓春曉（1953年）
- 我為情（1953年）
- 家（1953年）
- 萬里行屍（1954年）
- 秋戀（1954年）
- 樓下閂水喉（1954年）
- 如此人生（1954年）
- 復活（1955年）
- 金生桃盒（1955年）
- 鄉村姑娘（1955年）
- 胭脂虎（1955年）
- 入鄉隨俗（1955年）
- 父母心（1955年）
- 蠻女鬥七雄（1955年）
- 後窗（1955年）
- 碎琴樓（1955年）
- 女大女世界（1955年）
- 黛絲姑娘（1955年）
- 天長地久（1955年）
- 龍虎笙歌戲鳳凰（1955年）
- 同撈同煲（1956年）
- 假鳳凰（1956年）
- 狂風暴雨吊寒梅（1956年）
- 方世玉救洪熙官（1956年）
- 碧玉簪（1956年）
- 小冤家（1956年）
- 梅娘（1956年）
- 失匙夾萬（1956年）
- 黃飛鴻七獅會金龍（1956年）
- 黃飛鴻火燒大沙頭（1956年）飾 龜婆
- 武松血濺獅子樓（1956年）
- 家和萬事興（1956年）
- 遺腹子（下集大結局）（1956年）
- 駙馬艷史（1958年）
- 天官賜福（1958年）
- 生死連枝（下集大結局）（1959年）
- 兩個大老襯（1959年）
- 生死連枝（上集）（1959年）
- 王先生行正桃花運（1959年）
- 兩傻捉鬼記（1959年）
- 凄涼媳婦（1959年）
- 龍鳳喜迎春（1959年）
- 妹仔王掛帥平西（1959年）
- 雙孝子劈棺救母（1959年）
- 六月雪（1959年）
- 天賜良緣（1959年）
- 乖侄（1959年）
- 七喜臨門（1960年）飾 三姑
- 節婦審貪官（1960年）飾 麥中昌母
- 電梯情殺案（1960年）飾 女僕阿旺
- 雙考女萬里尋親（1960年）
- 我要活下去（1960年）飾 包租婆
- 慈母千秋（1961年）
- 武林十三劍（下集）（1961年）飾 允禔夫人
- 小甘羅拜相（1961年）飾 三姑
- 盲公睇女婿（1961年）飾 關柯氏
- 武林十三劍（上集）（1961年）飾 允禔夫人
- 天山龍鳳劍（上集）（1961年）飾 知府妻
- 火窟幽蘭（1961年）飾 三姑
- 天山龍鳳劍（下集）（1961年）飾 知府妻
- 拉車行大運（1961年）飾 包租婆
- 歡喜夫妻（1961年）
- 一張白紙告親夫（1961年）
- 夫妻的秘密（1962年）飾 九姑
- 水觀音三戲白金龍（1962年）飾 契娘
- 楊八姐鬧金鑾（1963年）飾 太監
- 咖啡女郎（1963年）飾 貴婦
- 工廠少爺（1963年）飾 丁三姑
- 卿何薄命（1963年）飾 鴇母
- 香海情潮（1963年）飾 何四姑
- 春到人間（1963年）飾 包租婆
- 瘋婦（1964年）飾 桃花三姑
- 大丈夫日記（1964年）飾 六姑
- 騎樓底新娘（1964年）飾 女騙徒
- 十三號情報員（1964年）飾 麥太
- 太太日記（1965年）
- 點心皇后（1965年）飾 周祖元母
- 好好運（1965年）飾 包租婆
- 喜結未了緣（1965年）飾 阿三
- 有車階級（1966年）
- 新馬仔矇查查搵食（1967年）飾 三姑
- 苦海驕兒（1967年）
- 賣當借（1967年）
- 多情高竇貓（1969年）飾 四嬸
- 天賜橫財（1969年）
- 神探一號（1970年）
- 鈔票與我（1971年）
- 愛慾奇譚（1973年）
- 牛鬼蛇神（1973年）
- 舞衣（1974年）
- 阿福正傳（1974年）
- 聲色犬馬（1974年）
- 至尊寶（1974年）
- 多咀街（1974年）飾 三姑
- 鬼馬雙星（1974年）
- 空中少爺（1974年）
- 天才與白痴（1975年）
- 遊戲人間三百年（1975年）
- 橫衝直撞小福星（1975年）
- 烏龍賊阿爸（1975年）
- 狗咬狗骨（1978年）

## 電視劇(無綫電視)
- 1971年《年晚錢》
- 1974年《群星譜》

## 電視劇(香港電台)
- 1972年-1974年《獅子山下》

## 陶三姑（銀老鼠）的粵曲唱片
- 《仕林祭塔》，共5張唱片：陶三姑（銀老鼠）、風情牛合唱[9]：

## 外部連結
- 香港電影資料館：陶三姑（銀老鼠）參演電影的記錄[永久]
- 陶三姑（銀老鼠）的演出片斷侵犯版權
- 陶三姑在互联网电影资料库（IMDb）上的資料（英文）
- 陶三姑在香港影庫上的簡介
- 陶三姑在豆瓣上的资料（简体中文）
- 陶三姑在时光网上的簡介（简体中文）